# Пшезьдзецько-Ґжимкі
Пшезьдзецько-Ґжимкі (пол. Przeździecko-Grzymki) — село в Польщі, у гміні Анджеєво Островського повіту Мазовецького воєводства.
Населення — 110 осіб (2011).
У 1975-1998 роках село належало до Ломжинського воєводства.

## Демографія
Демографічна структура станом на 31 березня 2011 року:
|          | Загалом | Допрацездатний вік | Працездатний вік | Постпрацездатний вік |
| -------- | ------- | ------------------ | ---------------- | -------------------- |
| Чоловіки | 54      | 5                  | 44               | 5                    |
| Жінки    | 56      | 6                  | 36               | 14                   |
| Разом    | 110     | 11                 | 80               | 19                   |